# 100 Pro
100 Pro ist eine Filmkomödie aus dem Jahr 2001 von Regisseur Simon Verhoeven mit Ken Duken und Luca Verhoeven in den Hauptrollen.

## Handlung
Zwei Jungs aus München waren schon seit dem Kindergarten die besten Freunde, obwohl sie eigentlich total unterschiedlich sind: Der 19-jährige Frauenheld Floh und der 20-jährige Zivildienstleistende Marcel, der in einer festen Beziehung lebt. Am Samstag feiert Marcel sein 6-monatiges Jubiläum mit seiner Freundin Vicky, die er nur Mäuslein nennt. Floh wurde mit 16 von seiner damaligen Freundin Sandra sitzen gelassen und will seitdem nichts mehr von Liebe wissen.
Floh holt Marcel am Samstagvormittag zum gemeinsamen Fußballspielen ab. Auf einer Wiese verschießt Marcel den Ball, der am Ufer der Isar landet. Auf einer Kiesbank am Wehrsteg sieht er zwei Frauen, die sich im Bikini sonnen. Er ruft Floh, der mit den Frauen ins Gespräch kommt und erfährt, dass sie Models für Unterwäsche sind. Sie verabreden sich für den Abend in der angesagten Nobeldisko Spy.
Floh überredet den zögerlichen Marcel dazu, dass er mitkommt. Er sagt sein geplantes Treffen mit seiner Freundin ab, indem er ihr vorlügt, dass er eine Nachtschicht arbeiten muss.
An der Disco angekommen, scheitern sie jedoch an Dennis, dem Türsteher. Nach mehrmaligen erfolglosen Versuchen wollen sie über den Lüftungsschacht hineinkommen, doch auch das misslingt. Marcel will wieder gehen, doch Floh will bleiben und überredet ihn, dass sie auf dem Parkplatz auf die Frauen warten.
Dort treffen sie auf einen Typen namens Miami, der früher mit Marcels Schwester zusammen war. Der erzählt ihnen erst mit Machogehabe, wie man mit Frauen umgehen soll und verspricht ihnen auch, dass er sie in die Disko bringen kann, da er ein guter Freund von Dennis wäre. Doch schnell stellt er sich nur als angeberischer Schwätzer heraus.
Beim nächsten Versuch, am Türsteher vorbeizukommen, wird Floh von einem Rausschmeißer niedergeschlagen. Zurück am Parkplatz sieht Marcel seine Freundin, wie sie gerade zusammen mit einem anderen Mann in die Disko gehen will. Darauf angesprochen erklärt sie, dass sie zu Hause bereits vier Stunden gelernt hatte und nun mit Winston, einem alten Bekannten von ihr, ausgeht, da er, Marcel, angeblich keine Zeit wegen seiner Nachtschicht gehabt hätte.
Floh stiehlt einem Betrunkenen die Autoschlüssel. Als die beiden im gestohlenen Wagen sitzen, lernen sie zwei minderjährige Mädchen, Caro und Steffi, kennen und Floh bietet ihnen an, sie nach Hause nach Unterhaching zu fahren. Marcel findet das keine gut Idee, da er auf seine Freundin warten will und die beiden angetrunkenen Mädchen höchstens 14 Jahre alt sind. Doch Floh überredet ihn wieder und erklärt ihm, dass sie jetzt mit den Mädchen ihren Spaß haben werden.
Als Floh danach fragt, ob die Eltern der Mädchen nichts dagegen hätten, dass sie um 4 Uhr früh alleine unterwegs sind, erklärt Caro, dass sie ihren Eltern erzählt hat, dass sie bei ihrer Freundin Steffi übernachtet. Bei Steffi sind allerdings die Eltern nicht zu Hause, und sie hätten auch einen Hobbykeller mit Bar. Floh macht sich deshalb Hoffnungen, dass noch was geht.
Nachdem Floh unaufmerksam und mit überhöhter Geschwindigkeit über die Landstraße rast, macht es einen lauten Knall, und das Auto kommt von der Fahrbahn ab. Die Mädchen sind entsetzt und werfen ihm vor, dass er ihr Leben riskiert hat und gehen deshalb zu Fuß weiter.
Erst jetzt bemerken die Jungs, dass sie einen Hund tot gefahren haben. Marcel will die Polizei verständigen, doch Floh erinnert ihn daran, dass sie mit einem gestohlenen Wagen unterwegs sind und überredet ihn dazu, dass sie den Hund heimlich im Wald verscharren.
Marcel hat von seinem Freund nun genug und läuft weg. Als Floh ihn aufhalten will, schlägt er ihn, und sie gehen getrennte Wege. Marcel ruft nun seine Freundin an, die ihm erklärt, dass der Bekannte, mit dem sie ausgegangen ist, schwul ist und zwischen ihnen nie etwas war.
Floh trifft in der Zwischenzeit auf Valeria, in die er sich auf den ersten Blick verliebt hat und fragt sie nach ihrer Telefonnummer. Als er erfährt, dass sie verzweifelt ihren Hund sucht, verheimlicht er, dass ihr Hund tot ist und er ihn auf dem Gewissen hat.
Am Bahnsteig der S-Bahn trifft Floh auf Marcel, und die beiden vertragen sich wieder. Vom Erzähler erfährt man schließlich, dass die beiden immer noch Freunde sind, Floh seine Valeria angerufen hat und Marcel sich mit seiner Freundin versöhnt hat und zwei Wochen später von zu Hause ausgezogen ist.

## Hintergrund
- 100 Pro ist der erste Langfilm, bei dem Simon Verhoeven Regie führte (zuvor hatte er zwei Kurzfilme gedreht). Daneben war er auch für das Drehbuch verantwortlich sowie für Teile der Filmmusik und tritt in einer Nebenrolle im Film auf.

- In einem Kurzauftritt als Besucher der fiktiven Nobeldisko Spy ist Damir Fister zu sehen, der ehemalige Türsteher des P1.[1]

- Der Film wurde produziert von Tatfilm in Zusammenarbeit mit Seven Pictures und Sentana Filmproduktion (einer von den Eltern von Simon Verhoeven gegründeten Produktionsfirma) und wurde vom FilmFernsehFonds Bayern, der Filmförderungsanstalt (FFA) und vom BKM finanziell gefördert.

- Die Dreharbeiten fanden zwischen dem 5. September 2000 und dem 13. Oktober 2000 in München und Umgebung statt. Die Erstaufführung war am 20. September 2001, der bundesweite Kinostart am 4. Oktober 2001. Nach seiner Premiere auf dem Filmfest München 2001, wurde der Film umgeschnitten und mit einem Begleitkommentar (mit Otto Sander als Erzähler) ergänzt.[2] Der Film war an den Kinokassen ein Flop, insgesamt wurden nur 12.399 Besucher gezählt.[3] Regisseur Verhoeven erklärte dazu, dass den Film im Kino „kein Mensch“ gesehen habe und er damit „auf die Schnauze geflogen“ wäre.[4]

## Kritiken
„Ein als pures Spaßkino konzipierter Film ohne dramaturgisches Konzept, der sich in unsinnigen Kameraspielereien und vermeintlich coolen Sprüche verliert.“

„Einerseits setzt Verhoeven mit seinen satten Bildern und seiner gefälligen Erzählung auf den "Merkwürdiges Verhalten der Großstädter"-Oberflächeneffekt, gleichzeitig entlarvt er die von Werbebildern und Videoclips geweckte (und auch in seinem Film immer wieder unterstützte) Erwartungshaltung von Erfolg, Reichtum, Eroberung und Schönheit auch als Mausefalle, deren Druck schwer auf den Protagonisten lastet. […] Und damit das auf Dauer auch schon mal arg gestreckt wirkende Szenario nie auf den Keks gehen kann, legt Gisela Schneeberger einen hinreißenden Auftritt als Marcels Mutter hin.“

„Was wie eine oberflächliche Komödie klingt - ist auch eine. Für einen netten Kurzfilm hätte es vielleicht gereicht, auf Spielfilmlänge gestreckt dagegen langweilt die - zudem recht schlecht gespielte - Story um die Nöte der Freunde“

„Als Spielfilm ist es pubertärer Schrott. Und wüsste man nicht, dass auch leider andere, ähnliche Bankrott-Erklärungen die Gunst der Filmförderung genießen, müsste man glatt vermuten, dass sich in diesem Fall irgendeiner vom großen Namen (des Regisseursvaters Michael Verhoeven) hat blenden lassen – auf Kosten von Steuerzahlern und Publikum.“

„Richtig fies wird der Film später, wenn die zwei Helden zwei besoffene etwa 14jährige Mädchen abschleppen und bei einer Trunkenheitsfahrt einen Hund töten. Ob der Film hier ins Moralisch-Betroffene abgleiten sollte oder sich der Regieassistent-auf-Lebenszeit-in-spe hier überhaupt nichts mehr gedacht hat, konnte vom Kritiker angesichts der Qualität der dargebrachten Leistung leider nicht eruiert werden.“

„Sicher, sie reden dummes Zeug und verschanzen sich in einer seltsamen Jungswelt. Das aber gelingt ihnen relativ überzeugend, weil Männer ihres Alters dergleichen gemeinhin tun: ahnungslos, aber selbstsicher. Ohne sie zu denunzieren, gesteht Verhoeven seinen Figuren ein Recht auf Blödheit zu, anstatt sie mit pseudo-existenzialistischen Problemen zu belästigen, wie Teenager sie - wenn überhaupt - nur in deutschen Teenagerfilmen zu wälzen pflegen. Der unschätzbare Vorteil von "100 Pro" liegt in der Glaubwürdigkeit der Figuren.“

## Soundtrack
- Simon Verhoeven – Friedensengel
- Eder – Studio
- Echorausch – Intro
- Floh und Marcel – Dieser Arsch
- Players Inc. feat. Lisa Mack – Ultimate Love
- Floh und Marcel – Unterwäschemodels
- DJ Static – Mr. Fantastic
- Miami – Katzenbabies
- Camillion – Antibiotic
- Improversum – Ein Versuch
- Echorausch – Da Dimma und da Tee
- Jerome Isma-Ae – Floh pulls his gun
- Jerome Isma-Ae & Woodboy – Ultradisco
- Simon Verhoeven – Alpenblick
- Floh und Marcel – Österreicherin
- Future Funk – Road Track
- Jerome Isma-Ae – Walking to the club
- Marcel und Eder – Treue
- Max von Thun – Angel
- Dennis – Eingangsbereich
- Jerome Isma-Ae – Poldis Theme
- Floh und Marcel – Süsse Frau/Arschloch
- Jerome Isma-Ae – They don’t let me in
- Infected – Virgins
- Jerome Isma-Ae – Floh and his dark emotions